# Siepkanaal
Het Siepkanaal is een voormalig kanaalwaterschap in de provincie Groningen.
Het waterschap dat ten zuidoosten van Slochteren lag, besloeg delen van de schappen Stootshorn, De Ruiten, de Groote Polder en de Kleine Oosterpolder.
De voornaamste taak van het waterschap was het onderhouden van het Siepkanaal oftewel de Siepsloot, die de grens vormde tussen de toenmalige gemeenten Slochteren en Noordbroek. Het kanaal stond in verbinding met het Achterdiep door middel van de Bergswijk, die in particulier bezit was. Via een deel van het Lutjemaar, het Grootmaar (of Grootemaar) en het Hondshalstermaar mondde het kanaal uit in het Termunterzijldiep. 
De Sijpe, Siepsloot of Swetmaar, kortweg het Siep genoemd, was het restant van een middeleeuwse veenrivier, de Sijpe, die ontsprong in het Sapmeer en vermoedelijk uitmondde in de Munter Aa.
In 1973 werd het kanaal aan het scheepvaartverkeer onttrokken en in 1977 werd het beheer overgedragen aan het waterschap Duurswold. Het kanaal werd daarna gedeeltelijk gedempt, de resterende delen vormen nu het Ringmaar, dat bij het gemaal De Dellen uitmondt in het Hondshalstermeer.
Waterstaatkundig gezien ligt het gebied van het schap sinds 2000 binnen dat van het waterschap Hunze en Aa's.